# Ark Two Shelter
O Ark Two Shelter é um abrigo contra cinza nuclear construído por Bruce Beach (14 de abril de 1934 - 10 de maio de 2021) na vila de Horning's Mills (a norte de Toronto, Ontário). O abrigo tornou-se habitável pela primeira vez em 1980 e tem sido continuamente expandido e melhorado desde então. O abrigo de  930 m2 é composto por 42 autocarros escolares, que foram enterrados como moldes para o betão que foi então despejado para fornecer a estrutura principal, sobre a qual até 5 metros de terra foram empilhados para fornecer proteção contra cinza nuclear.
Com a construção iniciada no início da década de 1980 (durante a Guerra Fria), o abrigo foi projetado para acomodar até quinhentas pessoas pelo tempo necessário para permitir que a cinza nuclear generalizada se desintegrasse a um nível que permitisse um retorno seguro à superfície após um evento nuclear cataclísmico.
Alimentado por geradores a diesel redundantes, o abrigo fortemente fortificado ("virtualmente impenetrável a qualquer coisa que não seja um ataque nuclear direto") inclui duas cozinhas comerciais, canalização completa (incluindo um poço privado para água potável e uma fossa séptica do tamanho de motel ), três meses de gasóleo, um centro de comunicações baseado em rádio, uma capela e uma sala de descontaminação.
O Ark Two está equipado com uma sala de comunicações capaz de transmitir localmente na banda de transmissão FM e em todo o Canadá e Estados Unidos nas bandas AM e Ondas Curtas. Uma característica particularmente nova é uma antena dobrável, implantada num balão meteorológico, capaz de ser lançada de dentro do abrigo. Todos os equipamentos de comunicação do Ark Two são reforçados contra EMP e alimentados por geradores para poder transmitir informações de sobrevivência ao público em geral no caso de uma guerra nuclear.
Beach não cobrava dinheiro para admissão no abrigo, em vez disso, garantia a admissão dos indivíduos em troca de trabalho e envolvimento ativo nas diversas atividades das comunidades do Ark Two. Além disso, "Todos são bem-vindos aqui, independentemente de religião, raça, nacionalidade, opiniões políticas..." Em troca da promessa de um refúgio seguro em tempos de ataque nuclear, uma pessoa que resida em áreas próximas pode ser obrigada, por exemplo, a trabalhar no abrigo durante vários fins de semana por ano, auxiliando na manutenção de rotina ou nas renovações contínuas das instalações. Espera-se que uma grande percentagem da população do abrigo seja constituída por crianças, uma vez que o principal objetivo do abrigo é servir como um "orfanato subterrâneo, um lugar onde uma nova geração poderia ser salva do apocalipse nuclear", que, de acordo com Beach, de outra forma eliminaria mais de 80% da população mundial. “Vamos dizer às pessoas: ‘Bem, temos espaço para os vossos filhos, mas não temos espaço para vocês.’ Essa é a natureza da vida... este é o barco salva-vidas.”
Beach acreditava que a maioria dos preppers está muito preocupada com a sobrevivência pessoal, quando deveria estar focada em reconstruir o mundo após um desastre cataclísmico. Ele administrava uma “rede de reconstrução” online (a comunidade “SAFE”) através da qual compartilhava informações sobre o Ark Two e os seus planos de evacuação.
O Ark Two foi destaque na entrevista de Beach para o Doomsday Preppers da National Geographic, episódio 8: "It's Gonna Get Worse". Também foi destaque na série 16:9 da Global Television Network e na série Penn & Teller: Bullshit! da Showtime no episódio "End of the World" e How the World Ends - "Nostradamus".
Beach morreu em 10 de maio de 2021, de ataque cardíaco.
Beach é autor de dois livros relacionados: Society After Doomsday e TRIAD Individual Networking: Preparedness For Disastrous Times.